# Kevin Gates
Kevin Gates (ur. 5 lutego 1986 w Nowym Orleanie jako Kevin Jerome Gilyard) – amerykański raper. W 2016 roku jego single pt. 2 Phones i Really Really były notowane na Billboard Hot 100, osiągając odpowiednio 62. i 76. miejsce, natomiast album Islah uplasował się na 2. miejscu innej amerykańskiej listy przebojów.

## Certyfikaty sprzedaży
| Złote plyty     | Złote plyty | Złote plyty                                            |
| Album           | Rok         | Tytuł                                                  |
| --------------- | ----------- | ------------------------------------------------------ |
| Album           | 2018        | By Any Means                                           |
| Singel          | 2019        | Satellites                                             |
| Singel          | 2021        | Pop Star (występ gościnny)                             |
| Singel          | 2021        | Power (wspólnie z Dermotem Kennedym)                   |
| Singel          | 2022        | Ain’t Too Hard                                         |
| Singel          | 2022        | Bags                                                   |
| Singel          | 2022        | Be My Lonely                                           |
| Singel          | 2022        | Dear God (występ gościnny)                             |
| Singel          | 2022        | Face Down                                              |
| Singel          | 2022        | Fatal Attraction                                       |
| Singel          | 2022        | Fly Again                                              |
| Singel          | 2022        | Funny How                                              |
| Singel          | 2022        | Ice Box                                                |
| Singel          | 2022        | La Familia                                             |
| Singel          | 2022        | Push It                                                |
| Singel          | 2023        | Adding Up                                              |
| Singel          | 2023        | Discussion                                             |
| Singel          | 2023        | Don't Know                                             |
| Singel          | 2023        | I Got U                                                |
| Singel          | 2023        | Money Long                                             |
| Singel          | 2023        | Servin H                                               |
| Singel          | 2023        | Shakin Back                                            |
| Singel          | 2023        | Tryna Yea                                              |
| Singel          | 2024        | Again                                                  |
| Singel          | 2024        | Get Up On My Level                                     |
| Singel          | 2024        | Titanic (występ gościnny)                              |
| Platynowe płyty |             |                                                        |
| Album           | Rok         | Tytuł                                                  |
| Album           | 2018        | Luca Brasi 2                                           |
| Album           | 2019        | Islah (dwukrotnie)                                     |
| Album           | 2022        | Islah (dwukrotnie)                                     |
| Album           | I'm Him     |                                                        |
| Album           | 2023        | Luca Brasi 3                                           |
| Singel          | 2018        | I Am Who They Say I Am (występ gościnny)               |
| Singel          | 2019        | 2 Phones                                               |
| Singel          | 2019        | I Don't Get Tired (#IDGT)                              |
| Singel          | 2021        | Big Gangsta                                            |
| Singel          | 2021        | TTG (występ gościnny)                                  |
| Singel          | 2022        | 2 Phones (po raz drugi)                                |
| Singel          | 2022        | Cuban Links (występ gościnny)                          |
| Singel          | 2022        | Facts                                                  |
| Singel          | 2022        | I Am Who They Say I Am (po raz drugi; występ gościnny) |
| Singel          | 2022        | Jam (gościnnie: Jamie Foxx, Trey Songz, Ty Dolla Sign) |
| Singel          | 2022        | Kno One                                                |
| Singel          | 2022        | Not Only The One                                       |
| Singel          | 2022        | One Thing                                              |
| Singel          | 2022        | Pride                                                  |
| Singel          | 2022        | Really Really                                          |
| Singel          | 2022        | Time For That                                          |
| Singel          | 2022        | Walls Talking                                          |
| Singel          | 2023        | Broken Love                                            |
| Singel          | 2023        | Find You Again                                         |
| Singel          | 2023        | Great Man                                              |
| Singel          | 2023        | In God I Trust                                         |
| Singel          | 2023        | Me Too                                                 |
| Singel          | 2023        | Paper Chasers                                          |
| Singel          | 2023        | Shoulda                                                |
| Singel          | 2024        | Posed To Be In Love                                    |
| Singel          | 2024        | Stop Lyin'                                             |
| Singel          | 2024        | Thinking With My Dick (gościnnie: Juicy J)             |
| Singel          | 2024        | Wish I Had It                                          |
| Źródło:         |             |                                                        |